# Uroš Petrović
Uroš Petrović (Gornji Milanovac, 1967. április 8. –) szerb író, dizájner, illusztrátor és fotóművész.

## Élete
Uroš Petrović 1967. április 8-án született Gornji Milanovácon, Szerbiában. 1975 óta Belgrádban él. Fantasztikus regények, rejtvényes regények és mesék szerzője. Jellemzően újszerű felfogásban szólítja meg gyermek- és ifjú olvasóit. Számos irodalmi és fotóművészeti díj tulajdonosa. Meséi, írásai, versei, illusztrációi, fényképei jelentek meg folyóiratokban, napilapokban és antológiákban. 2008-tól 2013-ig a szerbiai MENSA elnöke volt. A MENSA Photo Cup History alapítója. Társalapítója az NTC tanulási-tanítási programnak (Nikola Tesláról elnevezett, a célszerű gondolkodás fejlesztésére kidolgozott rendszer, több európai országban akkreditálták) és a Tördafejed-mesék ötletgazdája, amelyek szintén az NTC-hez kapcsolódnak. Vendégelőadó egyetemeken, iskolákban és más oktatási intézményekben szerte hazájában és a környező országokban. Kvízműsorok résztvevőjeként, szerkesztőjeként és vezetőjeként közönségét gondolkodásra kényszeríti, a talányok megfejtésében gyakran ő a legnagyobb akadály a versenyzők számára.

## Önálló kötetei
- Áven és a kutyorz Vaúföldön, (2003, 2005)[1]
- Túloldali mesék, (2004)[2]
- Tördafejed-mesék – első könyv, (2006)[3]
- Tördafejed-mesék – második könyv, (2006)[4]
- Az ötödik pillangó, (2007)[5]
- Tördafejed-mesék – harmadik könyv, (2007)[6]
- A rejtelmes Ginkó utca, (2008)[7]
- Tördafejed-mesék – negyedik könyv, (2009)[8]
- A Ginkó utca sötét titkai – rejtvényes regény, (2011)[9]
- Tördafejed-mesék – ötödik könyv, (2012)[10]
- Nyomasincs gyermekei, (2013)[11]
- Szmárt Márta titkos képességei, (2013)[12]
- Márta nagy titokzatos kalandja, (2014)[13]
- A csodák karavánja, (2016)
- Szmárt Márta és a Talányok Vására (2016)[14]
- Mese Jangról (2017)
- Valaki beköltözött abba a régi villába (2018)

## Magyarul
- Tördafejed-mesék 1.; ford. Solymosy-Kurunci Viktória; Solymosy, Backa Topola, 2011
- Tördafejed-mesék 2.; ford. Solymosy-Kurunci Viktória; Solymosy Pillangó, Backa Topola–Monor, 2013
- A rejtelmes Ginkó utca; ford. Solymosy-Kurunci Viktória; Lavik 92–Timp, Backa Topola, 2011
- Az ötödik pillangó; ford. Solymosy-Kurunci Viktória; Timp, Üllő, 2012 (Világtár)
- Az ötödik pillangó; ford. Solymosy-Kurunci Viktória; Pillangó–Solymosy, Monor–Backa Topola, 2014
- Áven és a kutyorz Vaúföldön; ford. Solymosy-Kurunci Viktória; Forum–Pillangó–Solymosy, Novi Sad–Monor–Backa Topola, 2014

## Jelentősebb irodalmi díjai
- Az Év Legjobb Gyermekkönyve, 2006, 2007, 2008, 2011, 2012, 2017
- Az Év Legjobb Ifjúsági Regénye, 2013
- A Nemzetközi Humorfesztiválon odaítélt Az Év Legszellemesebb Könyve (2018)

## Társasjátékok
- Márta rejtvénydoboza (2016)
- Titokzatos dominók (2017)
- Dum, dum, dum (2018)

## Egyéb díjak
- Jó Játék Díj A Márta rejtvénydoboza társasjátékért (2016)
- Jó Játék Díj Dum, dum, dum társasjátékért (2018)

## Más nyelveken megjelent kötetei
- Tördafejed-mesék – Második könyv, Pillangó kiadó, Magyarország
- Misteriya a Gintovta utca, Oktatás, Tanácsadás Központ, Macedónia
- Én misteri della Strada del Ginko, Secop Közép-Olaszország
- Az ötödik pillangó, Pillangó kiadó, Magyarország
- Αινιγματικές ιστορίες, Εκδόσεις Αερόστατο, Görögország
- A rejtelmes Ginkó utca, Pillangó kiadó, Magyarország
- Pattata paperoga, TOPER, Macedónia
- Tördafejed-mesék – Elsö könyv, Pillangó kiadó, Magyarország
- Enigmatické hádanky – Kniha třetí, Mensa CR, cseh Köztársaság
- Áven egy kutyorz Vaúföldön, Pillangó kiadó, Magyarország
- Találós Mesék, Laguna

## Film
- Az ötödik pillangó, az első szerb 3D-s film

## Fordítás
- Ez a szócikk részben vagy egészben  az   Uroš Petrović című angol Wikipédia-szócikk ezen változatának fordításán alapul.  Az eredeti cikk szerkesztőit annak laptörténete sorolja fel. Ez a jelzés csupán a megfogalmazás eredetét és a szerzői jogokat jelzi, nem szolgál a cikkben szereplő információk forrásmegjelöléseként.
- Ez a szócikk részben vagy egészben  a(z)   Урош Петровић (писац фантастике) című szerb Wikipédia-szócikk ezen változatának fordításán alapul.  Az eredeti cikk szerkesztőit annak laptörténete sorolja fel. Ez a jelzés csupán a megfogalmazás eredetét és a szerzői jogokat jelzi, nem szolgál a cikkben szereplő információk forrásmegjelöléseként.